# Élections sénatoriales de 1989 dans l'Eure
Les élections sénatoriales dans l'Eure ont lieu le dimanche 24 septembre 1989. 
Elles ont pour but d'élire les sénateurs représentant le département au Sénat pour un mandat de neuf ans.

## Contexte départemental
Lors des élections sénatoriales du 28 septembre 1980 dans l'Eure, deux sénateurs UDF sont élus, Henri Collard et Modeste Legouez, remplacé par Jean Guenier à la suite de son décès le 30 janvier 1989 et un sénateur RPR est élu, Alain Pluchet.
Depuis, tous les effectifs du collège électoral des grands électeurs sont renouvelés, avec les élections législatives de 1988 dans l'Eure, les élections régionales françaises de 1986, les élections cantonales de 1985 et 1988 et les élections municipales françaises de 1989.

## Rappel des résultats de 1980
| Candidat et parti politique | Candidat et parti politique | Candidat et parti politique | Premier tour | Premier tour |
| Candidat et parti politique | Candidat et parti politique | Candidat et parti politique | Voix         | %            |
| --------------------------- | --------------------------- | --------------------------- | ------------ | ------------ |
|                             | Henri Collard               | UDF                         | '            | '            |
|                             | Alain Pluchet               | RPR                         | '            | '            |
|                             | Modeste Legouez             | UDF                         | '            | '            |
|                             |                             |                             |              |              |
| Inscrits                    | Inscrits                    | Inscrits                    |              | 100,00       |
| Abstentions                 |                             |                             |              |              |
| Votants                     |                             |                             |              |              |
| Blancs et nuls              |                             |                             |              |              |
| Exprimés                    |                             |                             |              |              |

## Sénateurs sortants
| Sénateur | Sénateur      | Parti | Fonctions lors de l'élection en 1980                          |
| -------- | ------------- | ----- | ------------------------------------------------------------- |
|          | Henri Collard | UDF   | Sénateur sortant, conseiller général, maire de Lyons-la-Forêt |
|          | Alain Pluchet | RPR   | Maire du Thuit                                                |
|          | Jean Guenier  | UDF   | Maire du Bosc-Roger-en-Roumois, conseiller général            |

## Candidats
Dans l'Eure, les sénateurs sont élus au scrutin majoritaire à deux tours. 
| Candidats | Candidats       | Parti | Principale fonction                                                  |
| --------- | --------------- | ----- | -------------------------------------------------------------------- |
|           | Marcel Larmanou | PCF   | Conseiller général, maire de Gisors                                  |
|           | Andrée Oger     | PCF   | Conseiller général, maire de Croth                                   |
|           | Michel Leblanc  | PCF   | Conseiller régional, adjoint au maire d'Évreux                       |
|           | Alain Bureau    | PS    | Conseiller général, conseiller municipal                             |
|           | Bernadette Roux | PS    | Maire de Beaumesnil                                                  |
|           | Pierre Vittori  | PS    | Conseiller général, maire de Bémécourt                               |
|           | Henri Collard   | UDF   | Sénateur sortant, conseiller général, maire de Lyons-la-Forêt        |
|           | Jean Guenier    | UDF   | Sénateur sortant, conseiller général, maire du Bosc-Roger-en-Roumois |
|           | Joël Bourdin    | UDF   | Conseiller général, maire de Bernay                                  |
|           | Bernard Boucher | UDF   |                                                                      |
|           | Alain Pluchet   | RPR   | Sénateur sortant, Maire du Thuit                                     |
|           | Guy Dugres      | FN    |                                                                      |

## Résultats
Les nouveaux représentants sont élus pour une législature de 9 ans au suffrage universel indirect par les 1 567 grands électeurs du département.
| Candidat et parti politique | Candidat et parti politique | Candidat et parti politique | Premier tour | Premier tour | Second tour | Second tour |
| Candidat et parti politique | Candidat et parti politique | Candidat et parti politique | Voix         | %            | Voix        | %           |
| --------------------------- | --------------------------- | --------------------------- | ------------ | ------------ | ----------- | ----------- |
|                             | Henri Collard               | UDF                         | 867          | 56,08        |             |             |
|                             | Alain Pluchet               | RPR                         | 823          | 53,23        |             |             |
|                             | Joël Bourdin                | UDF                         | 731          | 47,28        | 1 033       | 71,00       |
|                             | Jean Guenier                | UDF                         | 520          | 33,64        |             |             |
|                             | Alain Bureau                | PS                          | 369          | 23,87        | 422         | 29,00       |
|                             | Bernadette Roux             | PS                          | 355          | 22,96        |             |             |
|                             | Pierre Vittori              | PS                          | 332          | 21,47        |             |             |
|                             | Marcel Larmanou             | PCF                         | 120          | 7,76         |             |             |
|                             | Andrée Oger                 | PCF                         | 111          | 7,18         |             |             |
|                             | Michel Leblanc              | PCF                         | 108          | 6,99         |             |             |
|                             | Guy Dugres                  | FN                          | 75           | 4,85         |             |             |
|                             | Bernard Boucher             | UDF                         | 34           | 2,20         |             |             |
|                             |                             |                             |              |              |             |             |
| Inscrits                    | Inscrits                    | Inscrits                    | 1 567        | 100,00       | 1 567       | 100,00      |
| Abstentions                 | Abstentions                 | Abstentions                 | 13           | 0,83         | 23          | 1,47        |
| Votants                     | Votants                     | Votants                     | 1 554        | 99,17        | 1 544       | 98,53       |
| Blancs et nuls              | Blancs et nuls              | Blancs et nuls              | 8            | 0,51         | 89          | 5,76        |
| Exprimés                    | Exprimés                    | Exprimés                    | 1 546        | 99,49        | 1 455       | 94,24       |